# ボーン・イエスタデイ
『ボーン・イエスタデイ』（Born Yesterday）は、ジョージ・キューカー監督による1950年のアメリカのコメディ映画である。ガーソン・ケニンによる同名の舞台を原作としており、本人も脚色に参加している。
1993年にはルイス・マンドーキ監督によるリメイク版が公開された（後述）。

## あらすじ
クズ鉄業で財をなしたハリー・ブロック（ブロデリック・クロフォード）は、事業拡大（法に触れるかもしれない合併）の話をまとめるためワシントンに、元女優で愛人兼名目上の共同経営者ビリー・ドーン（ジュディ・ホリデイ）とともにおもむき、議員と話をするが、ビリーの頭の悪さに難儀する。そこでハリーは彼を取材にきたジャーナリストのポール・ベラル（ウィリアム・ホールデン）に、彼女の教育を依頼する。ワシントンの名所を案内されながら、アメリカという国・民主主義という考えかたの講義をうけ、ポールに釣り合う女性になるために勉強したビリーは、ハリーの不正に気がつき、ポールに情報を提供する。ビリーはハリーの愛人の立場から足を洗い、ポールと結婚する。

## キャスト
- ビリー・ドーン：ジュディ・ホリデイ
- ポール・ベラル：ウィリアム・ホールデン
- ハリー・ブロック：ブロデリック・クロフォード
- ジム：ハワード・セント・ジョン
- フランク・オットー
- ラリー・オリヴァー
- バーバラ・ブラウン

## 評価
2000年にアメリカン・フィルム・インスティチュートが発表した「アメリカ喜劇映画ベスト100」では24位となった。

### 映画賞受賞・ノミネート
| 賞                     | 部門                                     | 候補                     | 結果       |
| ---------------------- | ---------------------------------------- | ------------------------ | ---------- |
| アカデミー賞           | 作品賞                                   |                          | ノミネート |
| アカデミー賞           | 主演女優賞                               | ジュディ・ホリデイ       | 受賞       |
| アカデミー賞           | 監督賞                                   | ジョージ・キューカー     | ノミネート |
| アカデミー賞           | 脚色賞                                   | アルバート・マンハイマー | ノミネート |
| アカデミー賞           | 衣裳デザイン賞（白黒）                   | ジャン・ルイ             | ノミネート |
| ゴールデングローブ賞   | 作品賞                                   |                          | ノミネート |
| ゴールデングローブ賞   | 主演女優賞（ミュージカル・コメディ部門） | ジュディ・ホリデイ       | 受賞       |
| ゴールデングローブ賞   | 主演女優賞（ドラマ部門）                 | ジュディ・ホリデイ       | ノミネート |
| ゴールデングローブ賞   | 監督賞                                   | ジョージ・キューカー     | ノミネート |
| ヴェネツィア国際映画祭 | 金獅子賞                                 | ジョージ・キューカー     | ノミネート |

## リメイク
1993年にリメイクされた（en:Born Yesterday (1993 film)）。監督はルイス・マンドーキ、当時夫婦だったメラニー・グリフィスとドン・ジョンソンが出演している。
キャスト
※括弧内は日本語吹替。
- ビリー・ドーン：メラニー・グリフィス（土井美加）
- ポール・ベロール：ドン・ジョンソン（伊藤和晃）
- ハリー・ブロック：ジョン・グッドマン（玄田哲章）
- エド：エドワード・ハーマン（内田稔）
- J・J：マックス・パーリック（宮本充）
- ヘッジス：フレッド・トンプソン
- フィリップ：マイケル・エンサイン（藤城裕士）
- ノーラ・ダン
- ウィリアム・フランクファーザー